# دين ريدمان
دين ريدمان (بالإنجليزية: Dean Redman) هو ممثل كندي مولود في بريطانيا.

## أعماله
ظهر في عدة أفلام منها حرب من أجل كوكب القردة ووور كرافت و2012.

## وصلات خارجية
- دين ريدمان على موقع IMDb (الإنجليزية)
- دين ريدمان على موقع قاعدة بيانات الفيلم (الإنجليزية)
- دين ريدمان على موقع ANN person (الإنجليزية)

صفحته على IMDb